# 新少林寺 (电影)
《新少林寺》，是由中國大陸和香港英皇電影公司聯合製片出品的劇情動作電影，由陈木胜执导，元奎、元德和李忠志任動作設計，袁锦麟故事，張炭、陳錦昌、王秋雨及張志光编剧，劉德華、谢霆锋及范冰冰领衔主演，成龙特别演出，並获得嵩山少林寺正式授权与拍攝支援。中国大陸于2011年1月19日上映。

## 剧情
二十世紀二十年代，中華民国处于军阀割据和混战的混乱時期，列強为了获取利益也在扶殖着不同的军阀势力。地处河南嵩山的少林寺內的漢傳佛教僧侶秉持慈悲的信念，不仅坚持以善心去处理和火化那些战火中死去的軍人的尸体，还每天接济聚集在寺前的众多难民。
一天，一个名叫霍龙（陳之輝飾）的军阀只身逃亡到少林寺求救他。以侯傑（劉德華飾）和曹蛮（謝霆鋒飾）为首的另一派军阀追他到此。霍龙对侯傑交出埋藏金子的地点恳求侯能饶他一命，不过霍龍还是被侯傑开枪打死。侯走之前还在掉在地上的横匾上写下“不外如是”四字以羞辱少林寺，因此他与少林寺內的僧侶结下一怨。
回到登封县城后，在凯旋的路上侯的兄弟宋虎将军（師小紅飾）来迎接他。宋说想让侯杰的女儿许配给他的儿子以让两家结成亲家。后来经过考虑后侯杰答应了这门亲事，不过他的真正目的是要在定亲仪式上演一齣鸿门宴：让曹蛮安排几十名杀手埋伏在那里以除掉宋。他之所以这样做是因为他猜疑宋想要独吞他从霍龙手中得到的金子而以后会对他有所不利。虽然妻子颜夕（范冰冰飾）顾及宋大哥与他之间的交情反对他这样做，但是侯杰以宋虎不死他就睡不着的理由来反驳她的説法。
作为侯想得到更多洋枪洋炮的交换条件，洋人提出要在侯的地盘修建铁路。这个请求得到侯杰的断然拒绝，而想为洋人说情的曹蛮还因此受到了侯杰的严重警告，原因是他认为洋人修铁路是假，霸占土地才是真的。
定亲当晚，侯杰和宋虎两家六口都到，事情不仅没有像侯杰预先计划的那样发展，有人向宋虎告密指侯杰打算暗殺他，於是宋虎支開除侯杰外的眾人，接着單獨與其對質，卻遭侯杰開槍打傷，結果侯杰被眾多杀手刺杀，在千鈞一髮之際，奄奄一息的宋虎顧念昔日的友情，開槍打死殺手並催促侯杰逃走，隨後宋虎便因傷重而亡，原来他们同樣中了曹蛮所设下的圈套。雖然侯杰靠着不凡的身手暂时躲过这一劫，但是其女儿勝男在逃跑过程中受到杀手所驾马车的撞击而受了重伤。侯抱着受伤的女儿驾着马车避过索降图（熊欣欣飾）所驾马车的猛烈追杀后，躲到了嵩山附近的山脚下。另一方面颜夕则被在夜里行侠仗义的僧人（他们的目的是偷军阀的粮食分给难民）救到了少林寺里。
天亮后, 侯抱着女儿跑向少林寺请僧侶救她。虽然他得罪过少林寺，但是僧侶依然竭力抢救他女儿，不过因为失血过多，傷重不治。对于女儿的死傲慢且执迷不悟的侯杰对着僧侶无理取闹起来，因此他不仅被其妻子斥骂，亦因受到僧侶的教训而最终昏迷过去。
侯醒来后想离开少林独自去找曹蛮报仇，岂料竟落入煮飯僧悟道（成龍飾）为抓野猪所设的陷阱里。在里面他伤心回忆着自己所受的经历，后来被悟道救出并随悟道来到少林寺的廚房里避难，得知曹蛮为了抓到他 开出了五万大洋赏钱的通缉令。另一方面曹蛮不仅将忠于侯的亲信们全部除掉，而且还借着有洋人的支持威逼其他军阀同意洋人在河南的一些地区修铁路。
侯在寺里反思过自己的经历后，最终被少林寺僧侶慈悲的理念所感化，决定剃度出家为僧。虽然他的请求受到一些僧人的反对，但是方丈认为他有悟性跟佛有缘，接纳了他并赐他法号为净觉。在寺里侯不仅看了不少佛学方面的书籍来提高自己的思想觉悟，还逐渐与净能（吴京飾）等人化解怨恨取得了和解，并和他们一起练习少林功夫来增强武艺，这段时期他的身与心都获得了极大的提高。
一个晚上他去寻找被抓去修铁路许久未归的难民，发现了曹和洋人的勾当竟然是挖地下的国宝──中国文物，为了不让这个秘密泄露出去，那些俘虏也最后被射杀灭口。虽然侯带回了已被灭口的人的尸体，但是他的和尚身份也被軍人識穿。
次日曹蠻带人来寺里抓他，侯杰为了让其他师兄们有足够时间去救回被关押着等候被处决的俘虏和国宝，决心一人拖延住曹蛮。侯被曹带回府上，看到了出寺后被曹抓到的妻子。二人受尽曹蠻的折磨，幸亏其他师兄的及时赶来救了二人，而大师兄净能为了掩护其他师弟的脱身则死在曹蛮手里。
侯杰等人回到寺后料定曹蠻会带人血洗少林，于是天亮后就紧急召集难民由悟道负责带往别处转移。很快曹带领大队人马赶到，侯傑与曹蛮等双方展开最后的决斗。洋人由于对僧侶劫走国宝的行为大为恼怒竟带人在远处炮轰少林。侯杰由于一心想要点化执迷不悟的曹蛮，所以尽管他在武力上佔优还是没有痛下杀手，直到他決定为了拯救曹蛮牺牲性命，才让曹蠻有了思想上的转变。最後侯杰在炮轟中受了致命傷，滿臉欣慰地墜落至佛像的手掌上，隨即離世。在另一方面净空（釋延能飾）在与索降图决斗时双方同归于尽，净海（余少群飾）和方丈（于海飾）等也遇难身亡。炮轰少林的洋人也被一些赶來的僧侶殺死。当曹蛮最终孤身一人走出寺的时候满面悲伤与彷徨。
最後只剩下悟道帶著难民們和幾個小和尚得以平安脫身，當眾人看到少林被毁后都伤心哭了起来，悟道则安慰大家说寺没了并不可怕，因为少林寺的精神会一直活在大家的心中。
另外一方面，顏夕望著被摧毁的少林寺，傷心的同時也想起臨走的那一幕，那時她问侯傑要不要随大家一起转移离开，而侯杰对她说自己要留下来唤醒曹蛮，因为曹蠻的所作所为是他一手造成的，只有他才能使曹蛮痛改前非，并且把女儿勝男的骨灰罈交给了她。

## 角色
| 演員                    | 角色     | 備註                                                                           |
| 劉德華                  | 侯杰     | 原為军阀少帅，後來被曹蠻背叛及出賣，逃難到少林寺，並剃度出家，剃度后法号为净觉 |
| 謝霆鋒                  | 曹蠻     | 军阀，侯杰部下，後來背叛並出賣侯杰                                             |
| 成龍                    | 悟道     | 煮飯僧                                                                         |
| 范冰冰                  | 颜夕     | 侯杰之妻                                                                       |
| 嶋田瑠那 (中文名：噜娜) | 侯勝男   | 侯杰與颜夕的女兒                                                               |
| 师小红                  | 宋虎     | 军阀                                                                           |
| 熊欣欣                  | 索降图   | 曹蛮手下的武功高手                                                             |
| 陈之辉                  | 霍龙     | 军阀                                                                           |
| 于海 (粵語配音: 周志輝) | 少林方丈 |                                                                                |
| 吴京                    | 净能     | 大師兄                                                                         |
| 釋延能                  | 净空     | 二師兄                                                                         |
| 余少群                  | 净海     | 三師兄                                                                         |
| 白冰                    | 甜兒     | 卖艺的歌女                                                                     |
| 白玉                    | 候府奶娘 |                                                                                |
| 徐玉蘭                  | 趙太太   |                                                                                |

## 主創
- 監制、導演：陈木胜
- 原創編劇：袁錦麟
- 編劇：張志光、王秋雨、陳錦昌、張炭
- 動作導演：元奎
- 动作指导：元德、李忠志
- 攝影指導： 潘耀明 (HKSC)
- 剪接：邱志偉 (HKSE)
- 美术总监：奚仲文
- 美术指导：刘敏雄
- 服装指导：张世杰
- 原创音乐：尼古拉斯·艾瑞拉（Nicolas Errèra）[1]（法国）
- 附加配乐：褚镇东
- 视觉特效：黄宏顯（万宽电脑艺术设计有限公司）[2]
- 出品人：韩三平、王中军、薛桂枝、傅华阳、杨受成
- 联合出品人：孙东海、范冰冰、于冬、周绍成、宗树洁
- 总制片人：韩三平
- 总监制：释永信
- 监制：赵海城、张大军、宋宁、傅华阳、利雅博
- 出品：英皇影业有限公司、中国电影集团公司、华谊兄弟传媒股份有限公司、北京银梦影视艺术有限公司、少林寺文化传播(登封)有限公司
- 联合出品：北京乐韬世纪文化传媒有限公司、北京美涛佳艺影视文化传播有限责任公司、北京博纳文化交流有限公司、河南电视台、河南影视集团

## 创作

### 创作理念
从成都商报记者对陈木胜的采访中获知：“我看过一个故事，一个军阀为了寻找藏在少林寺中的另外一个军阀，把少林寺给烧了，这个故事我非常喜欢。然后就是2008年四川发生了地震，一些志愿者第一时间去救援，这给我很大的启发，我就决定来拍这部电影了。《新少林寺》第一个镜头就是少林寺救人。”以及“少林寺的主题是禅。战乱的时候，人特别脆弱，刘德华这个角色身上能反映出很多东西，能让你悟出人生的道理。刘德华这个角色原本有很大的权力，但是一夜之间什么都没有了，然后去了少林寺，找到了自己想要的东西。而谢霆锋就是刘德华的前生，刘德华看到谢霆锋走自己以前走的路，想把他挽救出来”。即在军阀斗争殃及少林的乱世背景下，通过少林僧人拯救人的生命和人的灵魂来阐释以武修禅的禅武精神，影片的結局雖然慘烈，但就像成龍在片尾講的，少林寺的精神永遠存在。

### 创作过程
2009年10月22日该片主创们齐聚于河南嵩山少林寺举行了一场声势浩大的开机发布会，群星与名人齐聚的热闹场面令现场非常混乱并近失控。
该片的拍摄得到了少林寺方面的大力支持：不仅少林方丈释永信亲自出任影片总监制，而且少林寺出动数百名武僧本色出演片中的少林和尚角色，为影片奠定了本色、真实再现少林功夫的强硬基石。
剧组为了顺利拍摄的需要，斥资两千万耗时4个月在浙江永康市的方岩风景名胜区建造了一座全新的少林寺建筑群，这比嵩山的少林寺还要大一些。不过建筑最终并没有保存下来，而是在本片最後炮轰少林那场戏里被毁。
为了演好该片，刘德华在开机前两个月，“就已跟随武术导演元奎、武术指导元德秘密习武，并拜少林寺的永智大师为师，学习七星拳法。他还在少林寺禅修三天，以此了解少林寺功夫禅武合一的真谛”。其他演员如成龙则要学习厨艺和河南话，谢霆锋要练拳，吴京和余少群要练擒拿和黐手的功夫等等。
影片于2010年1月下旬开拍，除了永康方岩外，还要在上海和东阳市的横店等地拍摄，11月份拍摄杀青。

### 歌曲
| 曲別   | 歌曲   | 作曲 | 作詞   | 演唱者 |
| ------ | ------ | ---- | ------ | ------ |
| 主題曲 | 《悟》 | 赵钦 | 刘德华 | 刘德华 |

## 票房
中国大陆
收获2.2亿人民币。
 香港
收2051万港币，位列香港年度华语片第五位。
 臺灣
台灣票房方面，最終累計票房達到3000萬新台幣。
 新加坡
首周末三天收613,001美圆名列第一位。次周末四天收354,621列第二位，累计1,148,534。第三周末收391,362列第四位，累计1,712,442。第四周末收80,246列第九位，累计1,902,342。第五周末收23,441列12位，累计1,953,535。第六周末收8,451列18位，累计1,970,356美圆。
 马来西亚
首周末四天收658,505美圆列第二位。次周末收525,900列第四位，累计1,524,433。第三周末收187,276列第六，累计2,010,206。第四周末收40,730列12位，累计2,175,756。第五周末收3,702列19位，累计2,193,440。第六周末收716列24位，累计2,207,445美圆。
 泰國
首周末四天收349,579美圆名列第一位。次周末收157,720列第三，累计637,182。第三周末收62,862列第五，累计748,680。第四周末收12,310列第十，累计794,379。第五周末收415列20位，累计798,268美圆。
| 上一届： 《创：战纪》   | 2011年中国内地一周票房冠军 第4周（1月24日—1月30日） | 下一届： 《武林外传》       |
| 上一届： 《讓子彈飛》   | 2011年香港一週票房冠軍 第4週（1月24日—1月30日）     | 下一届： 《我愛HK開心萬歲》 |
| 上一届： 《舞孃俱樂部》 | 2011年台北週末票房冠軍 第3週（1月21日—1月23日）     | 下一届： 《青蜂俠》         |

## 评价
根据雅虎香港电影网站的评论显示，基于超过150人的评论和打分，影片也得到香港观众广泛的好评和四星（满分五星）的高分。
烂番茄网站中影评人给予它74%新鲜度和受到71%的普通观众喜欢的好评。

## 奖项
| 頒獎典禮             | 獎項             | 名字               | 結果 |
| -------------------- | ---------------- | ------------------ | ---- |
| 第31届香港电影金像奖 | 最佳男配角       | 谢霆锋             | 提名 |
| 第31届香港电影金像奖 | 最佳原创电影歌曲 | 《悟》             | 提名 |
| 第31届香港电影金像奖 | 最佳动作设计     | 元奎、元德、李忠志 | 提名 |
| 第31届香港电影金像奖 | 最佳美术指导     | 奚仲文、刘敏雄     | 提名 |

## 播放時間
| 香港 無綫電視翡翠台 星期日13:15-16:00節目 | 香港 無綫電視翡翠台 星期日13:15-16:00節目    | 香港 無綫電視翡翠台 星期日13:15-16:00節目 |
| ----------------------------------------- | -------------------------------------------- | ----------------------------------------- |
|                                           | （道地星期日影院）新少林寺 （2021年3月14日） |                                           |
| 瞬間看地球 （2021年3月14日）              | 爆丸裝甲聯盟 （2021年3月14日）               |                                           |

| 香港 無綫電視翡翠台 星期日13:15-16:00節目 | 香港 無綫電視翡翠台 星期日13:15-16:00節目   | 香港 無綫電視翡翠台 星期日13:15-16:00節目 |
| ----------------------------------------- | ------------------------------------------- | ----------------------------------------- |
|                                           | （道地星期日影院）新少林寺 （2022年3月6日） |                                           |
| 瞬間看地球 （2022年3月6日）               | KERORO軍曹 （2022年3月6日）                 |                                           |